# Black Canyon City
Black Canyon City – jednostka osadnicza w Stanach Zjednoczonych, w stanie Arizona, w hrabstwie Yavapai.